# ФК Купишкис
ФК Купишкис (литв. FC Kupiškis) је литвански фудбалски клуб из Купишкиса. Тренутно се такмичи у Првој лиги Литваније.

## Историја
Клуб је основан 2017. године.

## Сезоне (2018–2019)
| Сезон | Hиво | Лига      | Мјесто | Референце |
| ----- | ---- | --------- | ------ | --------- |
| 2018. | 2.   | Прва лига | 13.    | [ 1 ]     |
| 2019. | 2.   | Прва лига | 10.    | [ 2 ]     |